# Internationaux de Strasbourg 2005
Internationaux de Strasbourg 2005 — жіночий тенісний турнір, що проходив на відкритих кортах з ґрунтовим покриттям Centre Sportif de Hautepierre у Страсбургу (Франція). Це був 19-й за ліком Internationaux de Strasbourg. Належав до турнірів 3-ї категорії в рамках Туру WTA 2005. Тривав з 16 до 21 травня 2005 року. Несіяна Анабель Медіна Гаррігес здобула титул в одиночному розряді й отримала 27 тис. доларів США.

## Фінальна частина

### Одиночний розряд
Анабель Медіна Гаррігес —  Марта Домаховська, 6–4, 6–3

### Парний розряд
Rosa María Andrés /  Андрея Ехрітт-Ванк —  Марта Домаховська /  Марлен Вайнгартнер, 6–3, 6–1